# 莱维茨兰德
莱维茨兰德是德国梅克伦堡-前波莫瑞州的一个市镇。总面积46.71平方公里，总人口1511人，其中男性739人，女性772人（2011年12月31日），人口密度32人/平方公里。